# إمرابطن
امربطن جماعة قروية ، تنتمي إلى إقليم الحسيمة، جنوب امزورن، تحدها من الشمال جماعة أيت عبد الله و من الجنوب جماعة لوطا وإمزورن و من الشرق جماعة أيت يوسف وعلي و غربا جماعة تفروين.
تضم بلدة إمربطن 10.098 نسمة (إحصاء 2004).